# 小张各庄镇
小张各庄镇，是中华人民共和国河北省唐山市丰润区下辖的一个乡镇级行政单位。

## 行政区划
小张各庄镇下辖以下地区：
小张各庄村、杜家坎村、大坎村、包家坎村、过道坎村、北青坨村、大张各庄村、南青坨村、小神庄村和南坨村。